# Strahlenkrankheit

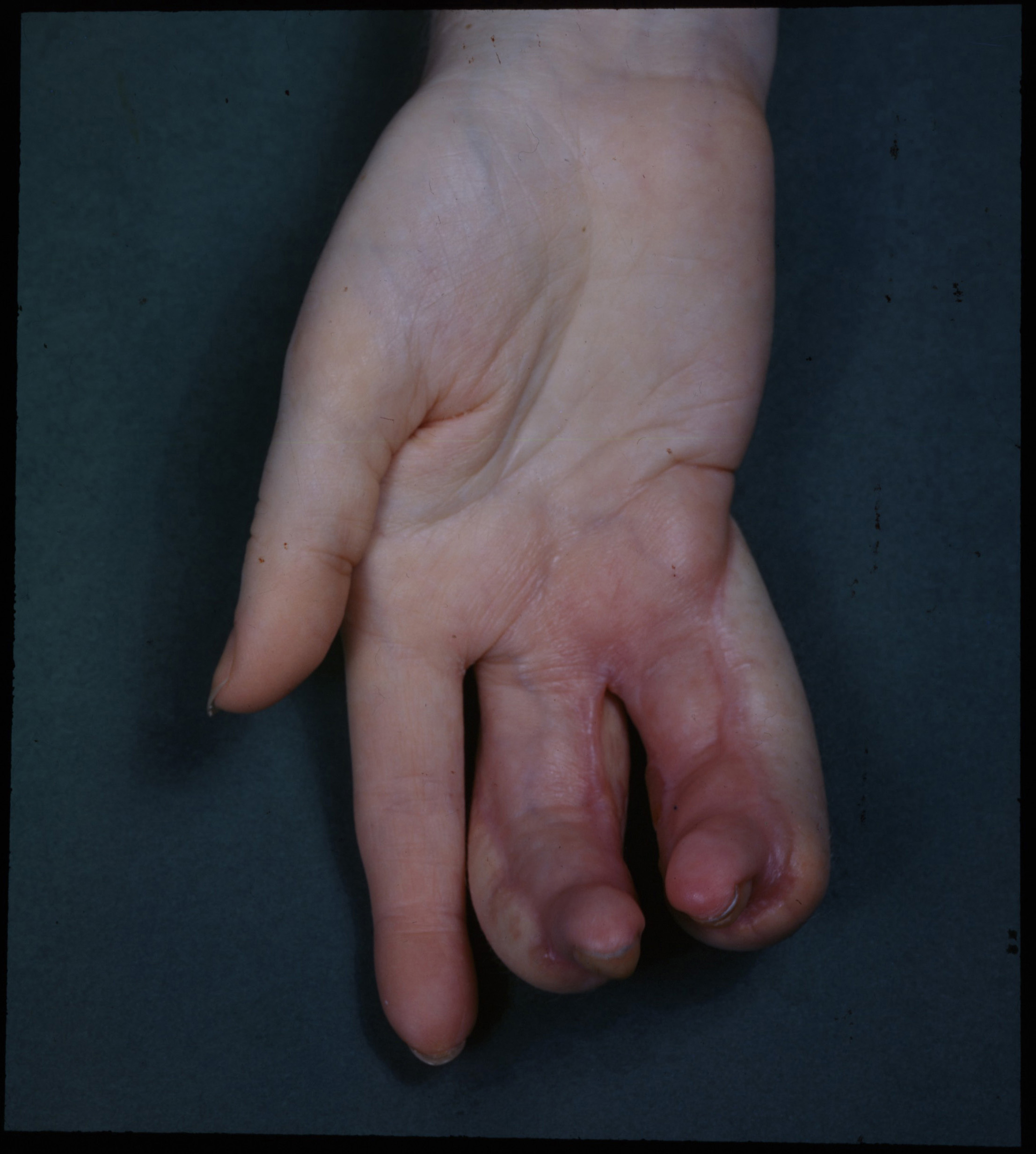
Durch massive Röntgenstrahlung hervorgerufene Verbrennungen an einer Hand.

Die Strahlenkrankheit ist eine mögliche Folge von akuter (kurzzeitiger) Bestrahlung des Organismus durch ionisierende Strahlung wie beispielsweise Röntgen- oder Gammastrahlung, zum Beispiel nach Strahlungsunfällen oder Kernwaffenexplosionen.

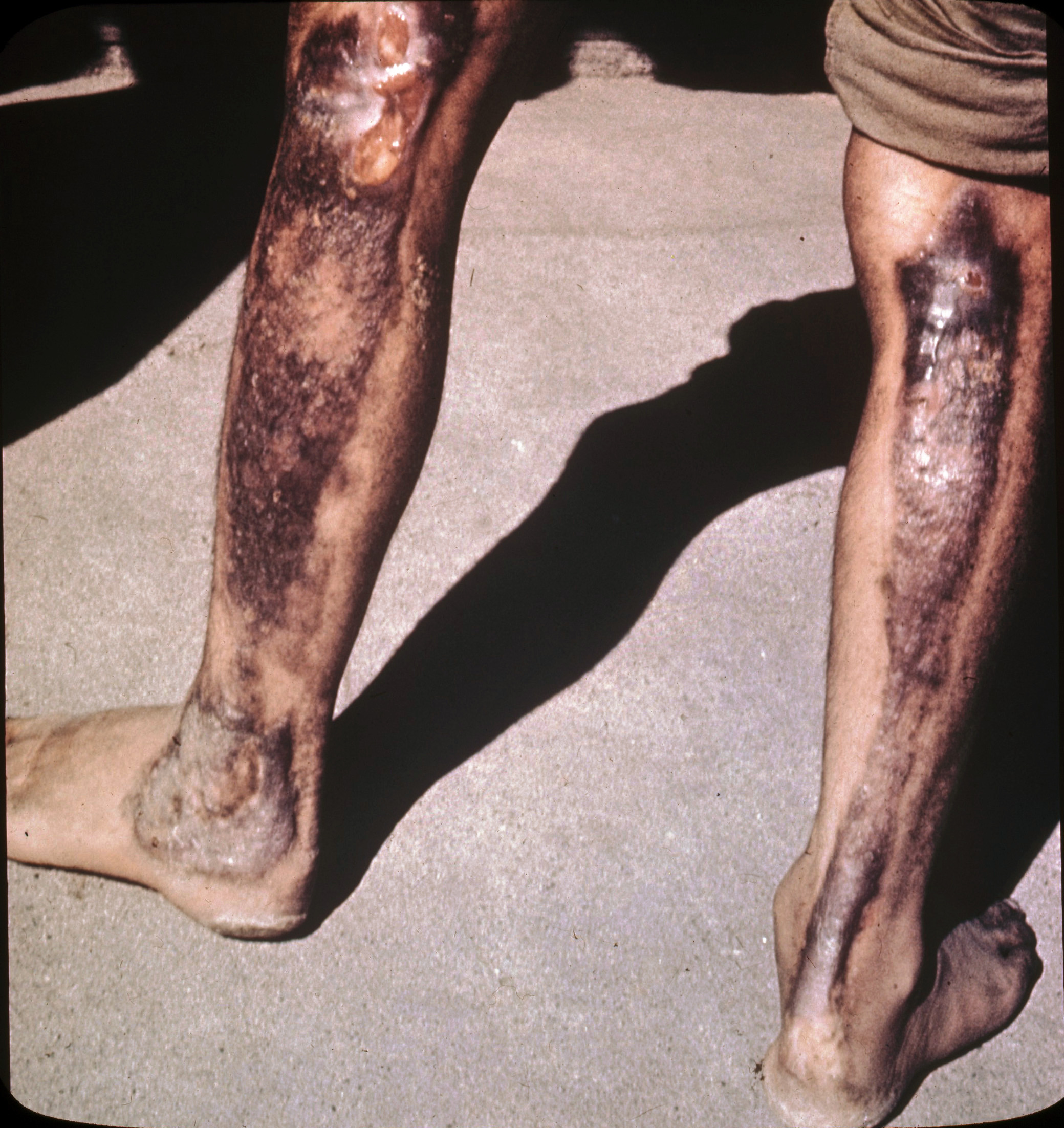
Infolge der Strahlen der Hiroshimabombe entstandene Nekrose

## Pathologie
Der Verlauf der Strahlenkrankheit hängt stark von der empfangenen Strahlendosis ab. Ein Teil der Symptome wurden früher, etwa 1909 von Carl Joseph Gauß, als „Röntgenkater“, oder auch „Strahlenkater“, beschrieben. Sie kann nur geringe Langzeitschäden, aber auch den Tod innerhalb von Minuten bedeuten. Bei mittleren Dosen zeigen sich Symptome innerhalb von Stunden und Tagen, darunter Haut- und Schleimhautschäden, innere Blutungen sowie Veränderungen des Blutbildes und des Immunsystems.
- Dermatologische Symptome:
  - Erythema (juckende Hautrötungen)
  - Purpura
  - Bullae (Blasen)
  - Geschwüre
  - Haarausfall (bei starken Dosen z. T. dauerhaft)
  - Nekrosen
  - sonstige Hautschäden
- Gastrointestinale Symptome:
  - Übelkeit
  - Erbrechen
  - Diarrhoe (Durchfall)
  - Appetitlosigkeit
- Hämatopoetische Symptome (Myelosuppression):
  - erhöhtes Infektionsrisiko aufgrund weniger weißer Blutkörperchen (Leukopenie)
  - verstärkte Blutungen aufgrund weniger Blutplättchen (Thrombozytopenie)
  - Blutarmut aufgrund weniger roter Blutkörperchen (Anämie)
  - Arterielle Hypotonie
- Neurologische Symptome:
  - Schwindel
  - Kopfschmerzen
  - Benommenheit
  - Störungen des Zentralnervensystems (Krampfanfälle, Tremor, Ataxie)
- Sonstige Symptome:
  - Fieber
  - Müdigkeit
  - Unfruchtbarkeit (temporär bis dauerhaft)

Menschliches und tierisches Gewebe weist gegenüber ionisierender Strahlung eine je nach Gewebeart unterschiedliche Strahlensensibilität auf. Früher wurde angenommen, das Gewebe würde umso stärker geschädigt, je höher seine Teilungsrate ist (Gesetz von Bergonié und Tribondeau, 1906). Das ist inzwischen widerlegt. Die Empfindlichkeit eines Organs oder Gewebesystems hängt vielmehr von der Lebensdauer der Funktionszellen und von der Größe der Stammzellfraktion ab, denn die Strahlung führt in der Regel nicht zum sofortigen Tod der bestrahlten Zellen, sondern zum Verlust ihrer Teilungsfähigkeit. Beispielsweise haben Haut und Schleimhaut eine sehr hohe tägliche Zellaustauschrate. Geht die Teilungsfähigkeit der Stammzellen durch Strahlung verloren, so geht die Haut innerhalb weniger Tage zugrunde. Ein langsam ausgetauschtes Gewebe wie beispielsweise Knochen entwickelt Strahlenschäden dagegen erst nach vielen Monaten. Diesen Umstand macht man sich bei der Strahlentherapie zunutze, da Tumorgewebe normalerweise einen schnelleren Zellaustausch und eine höhere Wachstumsrate aufweist als das umliegende gesunde Gewebe. Das Wachstum der Tumorzellen wird unterbunden, wobei Schäden von gesundem Gewebe wesentlich später auftreten.
Einige Tierarten reagieren wesentlich unempfindlicher auf ionisierende Strahlung als der Mensch. So sollen Skorpione hundertfach resistenter gegenüber schädlicher Gamma-Strahlung sein, was vermutlich auf den geringen DNA-Gehalt in den Körperzellen der Skorpione zurückgeht.
Ebenfalls ist die Ausprägung der Strahlenkrankheit abhängig von der Art und Energie der Strahlung und davon, ob die Strahlung nur von außen auf den Körper wirkt oder ob sie durch inkorporierte radioaktive Substanzen direkt im Körperinneren wirkt.

## Symptome
Generell gilt für die Strahlenkrankheit: Je höher die Dosis,
- desto schwerwiegender sind die Auswirkungen,
- desto schneller treten die Symptome auf,
- desto länger dauert die Erholungsphase,
- desto länger bleibt die Krankheit bestehen und
- desto geringer werden die Überlebenschancen.

Über Verlauf und Überlebenschancen entscheidet die erhaltene Äquivalentdosis. Sie wird in Sievert (Sv) angegeben.
Die folgenden Dosisangaben beziehen sich auf akute Bestrahlung des gesamten menschlichen Körpers. Akut bedeutet hier kurzdauernd im Vergleich zur Dauer physiologischer Heilungsvorgänge. Bei protrahierter, d. h. zeitlich über Stunden oder länger verteilter Aufnahme der gleichen Dosis ist die Schadwirkung geringer, ebenso, wenn nicht der ganze Körper, sondern nur weniger empfindliche Körperteile wie z. B. Arme oder Beine bestrahlt werden.
Die Zuordnung Dosiswerte → Symptome unterscheidet sich in verschiedenen öffentlich zugänglichen Dokumenten etwas, da die Werte nicht experimentell am Menschen „erprobt“ sind. Die im Folgenden angegebenen Werte beruhen hauptsächlich auf Erfahrungen mit Röntgen- oder Gammastrahlen. Sie wurden aufgrund der Folgen von Atombombenabwürfen und anderen Ereignissen statistisch ermittelt.
| Äquivalent- dosis (Sv) | Be- wertung | Symptome |
| ---------------------- | --- | --- |
| bis 0,2                | | Mögliche angenommene Spätfolgen: Krebs, Erbgutveränderung. Diese zählen nicht zur Strahlenkrankheit im eigentlichen Sinne; sie sind stochastische Strahlenschäden (siehe Strahlenrisiko). |
| 0,2 bis 0,5            | Keine Symptome, nur labortechnisch feststellbare Reduzierung der roten Blutkörperchen.                                      | |
| 0,5 bis 1              | Leichter „Strahlenkater“ mit Kopfschmerzen und erhöhtem Infektionsrisiko. Temporäre Sterilität beim Mann ist möglich.       | |
| 1 bis 2                | leichte Strahlen- krankheit                                                                                                 | 10 % Todesfälle nach 30 Tagen (Letale Dosis (LD) 10/30). Zu den typischen Symptomen zählen – beginnend innerhalb von 3 bis 6 Stunden nach der Bestrahlung, einige Stunden bis zu einem Tag andauernd – leichte bis mittlere Übelkeit (50 % wahrscheinlich bei 2 Sv) mit gelegentlichem Erbrechen. Dem folgt eine Erholungsphase, in der die Symptome abklingen. Leichte Symptome kehren nach 10 bis 14 Tagen zurück. Diese Symptome dauern etwa vier Wochen an und bestehen aus Appetitlosigkeit (50 % wahrscheinlich bei 1,5 Sv), Unwohlsein und Ermüdung (50 % wahrscheinlich bei 2 Sv). Die Genesung von anderen Verletzungen ist beeinträchtigt, und es besteht ein erhöhtes Infektionsrisiko. Temporäre Unfruchtbarkeit beim Mann ist die Regel. |
| 2 bis 3                | schwere Strahlen- krankheit                                                                                                 | 35 % Todesfälle nach 30 Tagen (LD 35/30). Erkrankungen nehmen stark zu und eine signifikante Sterblichkeit setzt ein. Übelkeit ist die Regel (100 % bei 3 Sv), das Auftreten von Erbrechen erreicht 50 % bei 2,8 Sv. Die Anfangssymptome beginnen innerhalb von einer bis sechs Stunden und dauern ein bis zwei Tage an. Danach setzt eine 7- bis 14-tägige Erholungsphase ein. Wenn diese vorüber ist, treten folgende Symptome auf: Haarausfall am ganzen Körper (50 % wahrscheinlich bei 3 Sv), Unwohlsein und Ermüdung. Der Verlust von weißen Blutkörperchen ist massiv, und das Infektionsrisiko steigt rapide an. Bei Frauen kann es zu dauerhafter Sterilität kommen. Die Genesung dauert einen bis mehrere Monate.                           |
| 3 bis 4                | schwere Strahlen- krankheit                                                                                                 | 50 % Todesfälle nach 30 Tagen (LD 50/30). Nach der Erholungsphase treten zusätzlich folgende Symptome auf: Durchfall (50 % wahrscheinlich bei 3,5 Sv) und unkontrollierte Blutungen im Mund, unter der Haut und in den Nieren (50 % wahrscheinlich bei 4 Sv). |
| 4 bis 6                | schwerste Strahlen- krankheit                                                                                               | 60 % Todesfälle nach 30 Tagen (LD 60/30). Die Sterblichkeit erhöht sich schrittweise von ca. 50 % bei 4,5 Sv bis zu 90 % bei 6 Sv (außer bei massiver medizinischer Intensivversorgung). Das Auftreten der Anfangssymptome beginnt innerhalb von 30 bis 120 Minuten und dauert bis zu zwei Tage an. Danach setzt eine 7- bis 14-tägige Erholungsphase ein. Wenn diese vorüber ist, treten im Allgemeinen die gleichen Symptome wie bei 3 bis 4 Sv verstärkt auf. Die Genesung dauert mehrere Monate bis 1 Jahr. Der Tod tritt in der Regel 2 bis 12 Wochen nach der Bestrahlung durch Infektionen und Blutungen ein. |
| 6 bis 10               | schwerste Strahlen- krankheit                                                                                               | 100 % Todesfälle nach 14 Tagen (LD 100/14). Die Überlebenschance hängt von der Güte und dem möglichst frühen Beginn der intensivmedizinischen Versorgung ab. Das Knochenmark ist nahezu oder vollständig zerstört und eine Knochenmarktransplantation ist erforderlich. Das Magen- und Darmgewebe ist schwer geschädigt. Die Anfangssymptome treten innerhalb von 15 bis 30 Minuten auf und dauern bis zu zwei Tage an. Danach setzt eine 5- bis 10-tägige Erholungsphase ein, die als Walking-Ghost-Phase bezeichnet wird. Die Endphase endet mit dem Tod durch Infektionen und innere Blutungen. Falls eine Genesung eintritt, dauert sie mehrere Jahre und ist wahrscheinlich nie vollständig.                                                     |
| 10 bis 20              | schwerste Strahlen- krankheit                                                                                               | 100 % Todesfälle nach 7 Tagen (LD 100/7). Diese hohe Dosis führt zu spontanen Symptomen innerhalb von 5 bis 30 Minuten. Nach der sofortigen Übelkeit durch die direkte Aktivierung der Chemorezeptoren im Gehirn und großer Schwäche folgt eine mehrtägige Phase des Wohlbefindens (Walking-Ghost-Phase). Danach folgt die Sterbephase mit raschem Zelltod im Magen-Darm-Trakt, der zu massivem Durchfall, Darmblutungen und Wasserverlust sowie der Störung des Elektrolythaushalts führt. Der Tod tritt mit Fieberdelirien und Koma durch Kreislaufversagen ein. Behandlung kann nur noch palliativ erfolgen. |
| 20 bis 50              | schwerste Strahlen- krankheit                                                                                               | 100 % Todesfälle nach 3 Tagen (LD 100/3), im Übrigen wie bei „10 bis 20 Sv“ |
| 50 bis 80              | | Sofortige Desorientierung und Koma innerhalb von Sekunden oder Minuten. Der Tod tritt in wenigen Stunden durch völliges Versagen des Nervensystems ein. |
| über 80                | Die US-Streitkräfte rechnen bei einer Dosis von 80 Sv schneller Neutronenstrahlung mit einem sofortigen Eintritt des Todes. | |

## Vergleich mit Jahresdosiswerten
Im Folgenden sind die normalerweise auftretenden und die nach der deutschen Strahlenschutzverordnung zulässigen Jahresdosen angegeben (mSv/a bedeutet Millisievert pro Jahr).
| Beschreibung                                                                                              | Beschreibung                                                                                              | Beschreibung                                                    | Jahresdosis (mSv/a)                                  |
| --- | --- | --------------------------------------------------------------- | ---------------------------------------------------- |
| übliche Exposition durch Umgebung                                                                         | FINO (Nordsee)                                                                                            | FINO (Nordsee)                                                  | 0,3                                                  |
| übliche Exposition durch Umgebung                                                                         | Hamburg                                                                                                   | Hamburg                                                         | 0,6                                                  |
| übliche Exposition durch Umgebung                                                                         | Göttingen                                                                                                 | Göttingen                                                       | 1,0                                                  |
| übliche Exposition durch Umgebung                                                                         | Oberpfalz/Niedermurach                                                                                    | Oberpfalz/Niedermurach                                          | 1,6                                                  |
| übliche Exposition durch Umgebung                                                                         | Schweiz                                                                                                   | Schweiz                                                         | 0,7–3,5                                              |
| Innenraumatemluft (15–300 Bq/m³ Radon)                                                                    | Innenraumatemluft (15–300 Bq/m³ Radon)                                                                    | Innenraumatemluft (15–300 Bq/m³ Radon)                          | 0,3–6                                                |
| medizinische Untersuchung                                                                                 | Röntgenaufnahme                                                                                           | Röntgenaufnahme                                                 | 0,01–1                                               |
| medizinische Untersuchung                                                                                 | Computer-Tomographie                                                                                      | Computer-Tomographie                                            | 2–20                                                 |
| 10 h Flug in geringen/hohen Breitengraden (Kosmische Strahlung)                                           | 10 h Flug in geringen/hohen Breitengraden (Kosmische Strahlung)                                           | 10 h Flug in geringen/hohen Breitengraden (Kosmische Strahlung) | 0,03–0,09                                            |
| nach derzeitiger Gesetzeslage noch erlaubte zusätzliche berufliche Expo- sition für Überwachungskategorie | nach derzeitiger Gesetzeslage noch erlaubte zusätzliche berufliche Expo- sition für Überwachungskategorie | B                                                               | zusätzlich: 1–6                                      |
| nach derzeitiger Gesetzeslage noch erlaubte zusätzliche berufliche Expo- sition für Überwachungskategorie | nach derzeitiger Gesetzeslage noch erlaubte zusätzliche berufliche Expo- sition für Überwachungskategorie | A (seit 2001)                                                   | zusätzlich: 6–20                                     |
| ICRP-Empfehlung aus dem Jahr 1991                                                                         | ICRP-Empfehlung aus dem Jahr 1991                                                                         | ICRP-Empfehlung aus dem Jahr 1991                               | 050 pro Jahr 100 pro 5 Jahre 400 über die Lebenszeit |

## Vorbeugung
Im Fall radioaktiver Kontamination des Patienten erfolgt zuerst eine Dekontamination (Entfernung der radioaktiven Verunreinigung), um die Einwirkzeit der Strahlung zu unterbrechen und damit die Dosis zu verringern. Bei Kernreaktorunfällen ist die Gabe von Iod sinnvoll, um die Schilddrüse mit nicht radioaktivem Iod zu sättigen, damit möglichst wenig freigesetztes 131I sich hier anlagert. Wirkungsvoll ist diese Maßnahme allerdings nur, wenn sie vor oder innerhalb von zwei Stunden nach der möglichen Aufnahme von 131I durchgeführt wird. Durch spätere Einnahme kann immerhin noch die Verweildauer des Radioiods im Körper verkürzt werden.

## Therapie
Die hämatologischen Schäden (Schäden im Blut) werden mit Bluttransfusionen oder Stammzelltransplantationen bzw. Knochenmarktransplantation behandelt. Die Einnahme von Vitaminpräparaten kann die Blutregeneration beschleunigen. Weiterhin muss ein Ausgleich des Flüssigkeits- und Elektrolytverlustes stattfinden. Wichtig ist auch das Beheben von Hautschäden, da der Körper nach der Bestrahlung besonders infektionsanfällig ist. Deshalb findet oft eine Begleittherapie mit Antibiotika statt.
Durch starke Strahlung wird die Darmschleimhaut soweit geschädigt oder zerstört, dass Darmbakterien in die Blutbahn gelangen. Dadurch wird die körpereigene Immunabwehr so stark aktiviert, dass es zu schweren Entzündungsreaktionen kommt. Wenn sich die Bakterien aufgrund des geschwächten Immunsystems vermehren, kommt es zu einer Sepsis, die intensivmedizinisch behandelt werden muss und oft die Ursache für einen tödlichen Verlauf der Strahlenkrankheit ist. Die medikamentöse Behandlung der Strahlenkrankheit ist daher Teil der Forschung, bei der bereits erste Erfolge gemeldet wurden. So ist es einem Forscherteam aus Boston gelungen, eine medikamentöse Therapie zu entwickeln, die in Tierversuchen bereits deutliche Erfolge zeigte. Dabei wurde stark bestrahlten Mäusen BPI in Kombination mit einem Breitbandantibiotikum verabreicht. BPI ist ein körpereigenes Protein, das nicht nur bei der Bekämpfung der Bakterien hilft, sondern auch eine Entzündungsreaktion verhindert.
Vorbeugend wirken Radioprotektoren wie beispielsweise Amifostin.